# Mir-i alem
Mir-i alem (مير علم) oder auch Emir-i alem / امير علم war der Titel der Person, die im Osmanischen Reich für die Fahnen und Standarten des Sultans zuständig war. Gleichzeitig war der Mir-i alem auch der Kommandant aller Militärkapellen. Im 16. Jahrhundert war er zuständig für 228 Sultanats-Standartenträger. Viele Mir-i alem stiegen zu wichtigen Personen auf wie zum Beispiel Kara Ahmed Pascha, der es bis zum Rumeli-Beylerbeyi brachte.